# Sergio Camillo Segre
Sergio Camillo Segre (Torino, 15 settembre 1926 – 6 aprile 2022) è stato un politico, giornalista e partigiano italiano, esponente del Partito Comunista Italiano e già parlamentare europeo.
È stato eletto alle elezioni europee del 1979, e poi riconfermato nel 1984, per le liste del PCI. È stato presidente della Commissione per gli affari istituzionali, membro della Commissione per le relazioni economiche esterne, della Commissione per la protezione dell'ambiente, la sanità pubblica e la tutela dei consumatori, della Commissione politica e della Delegazione per le relazioni con gli Stati Uniti.
Ha aderito al gruppo parlamentare Gruppo Comunista e Apparentati.

## Biografia
Sergio Camillo Segre, di origine ebraica, è stato soggetto alle persecuzioni durante fascismo, a causa delle leggi razziali, sostenitore e combattente dal 22 settembre 1943 fino alla Liberazione. È un giornalista professionista, collaboratore con L'Unità di Torino, è stato inviato speciale per la Germania dal 1952 al 1957 e direttore di Rinascita, e co-direttore di Stasera e L'Unità di Roma. Nel 1966 ha vinto il premio Saint-Vincent per la migliore inchiesta giornalistica dell'anno.

## Opere
- La Questione Tedesca,
- A chi fa paura l'eurocomunismo ?,
- Da Helsinki a Belgrado.